# Imperial de Nova Iguaçu
Grêmio Recreativo Escola de Samba Imperial de Nova Iguaçu, antiga Imperial de Morro Agudo é uma escola de samba de Nova Iguaçu, fundada em 8 de dezembro de 1962. 
Está sediada no bairro de Comendador Soares, também chamado de Morro Agudo, mas participa do carnaval da cidade do Rio de Janeiro. Às vezes participa também do desfile da sua cidade de origem.

## História
A escola é remanescente de um bloco de embalo, dirigido pelo mestre Pelé da Beija-Flor e seu irmão Adalto, entre outros. Após uma carreira vitoriosa como escola de samba desfilando em Nova Iguaçu onde conquistou cinco títulos, além de ter vencido em Paracambi, a Imperial pediu filiação à AESCRJ. No desfile do Rio de Janeiro, oscilou sempre entre a quinta e a sexta divisões.
Em 2008, foi campeã do Grupo de acesso E. Em 2009 desfilou pelo Grupo Rio de Janeiro 3, quando retratou a educação no município de Nova Iguaçu, fazendo uma homenagem à Universidade Iguaçu. Nesse ano, ficou na 10º colocação, com 155,3 pontos. No ano seguinte num enredo sobre ciganos, terminou na 9ª colocação.
Em 2011, apresentou o continente americano como tema de seu desfile, que foi considerado pela crítica como de nível baixo, inclusive sendo punida em 2.5 na apuração. Levou alguns integrantes da Império de Cabuçu para o Carnaval 2012, tais como o diretor de harmonia  Carlão e o intérprete Fabinho Pirraça, além da rainha de bateria Graciane Pinheiro, que também fazia parte também do corte do Carnaval de Nova Iguaçu. Nesse ano, acabou entre as últimas colocações do último grupo, sendo rebaixada a bloco de enredo.
Desde então a agremiação se afastou do Carnaval carioca. Em 2014, voltou a competir no Carnaval de Nova Iguaçu, sendo rebaixada para o grupo de acesso.

## Segmentos

### Presidentes
| Nome                     | Mandato     | Ref.  |
| ------------------------ | ----------- | ----- |
| Querginaldo Garcia       | 1990-1993   | [ 3 ] |
| Edu Miranda              | 2004        | [ 3 ] |
| Romildo Vieira da Silva  | 2007-2015   | [ 3 ] |
| Mariângela Pereira da Sé | 2015 - 2018 |       |

### Intérpretes
| Carnavais | Intérprete oficial               |
| --------- | -------------------------------- |
| 1989-2003 | Tonho Imperial                   |
| 2004-2006 | Deca e Tonho Imperial            |
| 2007      | Deca, Quinzinho e Tonho Imperial |
| 2008      | Paulinho Pontes                  |
| 2009      | Salgueiro                        |
| 2010-2011 | Alex Tuiuti                      |
| 2012      | Fabinho Pirraça                  |
| 2013-2015 | Paulinho Pontes                  |

### Diretores
| Ano       | Diretor de Carnaval | Diretor de Harmonia | Mestre de bateria |       |
| --------- | ------------------- | ------------------- | ----------------- | ----- |
| 2011      |                     |                     | Léo               | [ 4 ] |
| 2012-2015 | Anderson Santos     | Carlão              | Léo               | [ 5 ] |
| 2016      |                     |                     |                   |       |

### Coreógrafo
| Ano  | Nome  | Ref.  |
| ---- | ----- | ----- |
| 2012 | Bruno | [ 5 ] |
| 2014 | Léo   | [ 6 ] |
| 2016 |       |       |

### Mestre-sala e Porta-bandeira
| Ano       | Nome              | Ref.        |
| --------- | ----------------- | ----------- |
| 2011-2015 | Anderson e Milena | [ 5 ] [ 7 ] |
| 2016      |                   |             |

### Corte da bateria
| Nome      | Rainha de bateria | Ref |
| --------- | ----------------- | --- |
| 2008-2011 | Vanessa Fernanda  |     |
| 2012-2015 | Graciane Pinheiro |     |
|           |                   |     |

## Carnavais
| Ano  | Colocação      | Divisão            | Enredo | Carnavalesco                                                     | Ref.                |
| ---- | -------------- | ------------------ | --- | ---------------------------------------------------------------- | ------------------- |
| 1989 | 10º lugar      | Grupo de Avaliação | Feira da miséria | Comissão de Carnaval                                             | [ 8 ]               |
| 1990 | 8º lugar       | Grupo D            | Do Lendário Arco-íris ao Oxumaré | Comissão de Carnaval                                             | [ 8 ]               |
| 1991 | 6º lugar       | Grupo D            | Samba, suor e cerveja - tradição do carnaval | Sérgio Costa e Jairo Gomes                                       | [ 8 ]               |
| 1992 | 5º lugar       | Grupo D            | Rio, glória e tradição | Ricardo Ayres                                                    | [ 8 ]               |
| 1993 | 11º lugar      | Grupo C            | Jogar não é melhor nem pior, a sorte é quem decide | Comissão de Carnaval (Jacy Motta, Adauto Vieira e Agnaldo Silva) | [ 8 ]               |
| 1994 | 4º lugar       | Grupo C            | Taí o que te embriaga | Comissão de Carnaval (Jacy Motta, Adauto Vieira e Agnaldo Silva) | [ 8 ]               |
| 1995 | 4º lugar       | Grupo C            | De volta ao passado | Comissão de Carnaval (Jacy Motta, Adauto Vieira e Agnaldo Silva) | [ 8 ]               |
| 1996 | 5º lugar       | Grupo C            | Viagem ao mundo das cores | Comissão de Carnaval (Jacy Motta, Adauto Vieira e Agnaldo Silva) | [ 8 ]               |
| 1997 | 9º lugar       | Grupo C            | Imperial cine show apresenta: Os filmes inesquecíveis | Comissão de Carnaval (Jacy Motta, Adauto Vieira e Agnaldo Silva) | [ 8 ]               |
| 1998 | 8º lugar       | Grupo D            | Na boca, no corpo ou no prato | Cosminho de Jesus                                                | [ 8 ]               |
| 1999 | 7º lugar       | Grupo D            | Abram alas para a paz | Cosminho de Jesus                                                | [ 8 ]               |
| 2000 | 3º lugar       | Grupo D            | Chegou o ano 2000, Manuel Reis, personalidade iguaçuana fez história no Brasil Marcellinho do Estácio.                                                                              | Luiz Cavalcante                                                  | [ 9 ]               |
| 2001 | 8º lugar       | Grupo C            | A saga de Logum Edé, o príncipe encantado das Águas e Matas | Luiz Cavalcante                                                  | [ 10 ]              |
| 2002 | 10º lugar      | Grupo C            | Sonhar, criar e conquistar | Édson Araújo                                                     | [ 11 ]              |
| 2003 | 9º lugar       | Grupo D            | Alô, Alô, Carmem Miranda | Maria José de Carvalho e Gláucia Silva Leite                     | [ 12 ]              |
| 2004 | 12º lugar      | Grupo D            | Reciclar com criatividade e construir com glória | Carlos Silva                                                     | [ 13 ]              |
| 2005 | 6º lugar       | Grupo E            | Uma viagem imperial de Queluz à Madureira, rumo ao centenário de Natal | Cosminho de Jesus e Juninho Fala Sério                           | [ 14 ] [ 15 ]       |
| 2006 | Hours concours | Nova Iguaçu        | Nova Iguaçu - Encantos do Dourados Laranjais | Juninho Fala Sério                                               | [ 8 ]               |
| 2007 | 7º lugar       | Grupo E            | Alô doçura! Imperial conta, canta e brinca com o primeiro aniversário infantil, uma data querida Compositores: Jorge Boca Miúda, Deca, Clebinho Sete Cordas, Duda e Paulinho Cacuia | Luiz Cavalcante                                                  | [ 16 ] [ 17 ]       |
| 2008 | Campeã         | Grupo E            | A Viagem Fantástica de Ogum Guerreiro ao Inebriante Universo da Cerveja Compositores: Jorge Boca Miúda, Jorge Mortadela, Tiganá e Paulinho Cacuia                                   | Juninho Fala Sério                                               | [ 18 ] [ 19 ]       |
| 2009 | 10º lugar      | Grupo RJ-3         | Do templo da sabedoria ao Fórum Mundial da Educação. A UNIG é a boa semente que germinou neste chão Compositores: Sereno, Izaias Lino e Jorge Lannes                                | Juninho Fala Sério                                               | [ 20 ] [ 21 ]       |
| 2010 | 9º lugar       | Grupo RJ-3         | Cigano e magia: A Imperial te contagia | Miro Freitas                                                     | [ 22 ] [ 23 ]       |
| 2011 | 11º lugar      | Grupo D            | América, paraíso abençoado por Deus e cobiçada por todos Compositores: Crispim Lourenço, Jorge Lannes e Zezé                                                                        | Ramos Formigão                                                   | [ 24 ]              |
| 2012 | 8º lugar       | Grupo E            | Da coroa da criação à um grito de liberdade! Compositores:Crispim, Jorge Lannes e Zezé.                                                                                             | Ramos Formigão                                                   | [ 25 ] [ 26 ] [ 5 ] |
| 2013 | Hours concours | Nova Iguaçu        | Verbejante, vibrante a emoção! Tenho a coroa em meu coração | Juninho Fala Sério                                               | [ 27 ]              |
| 2014 | 16° lugar      | ÚNICO              | A imperial faz a festa da folia | Galileu Santos                                                   |                     |
| 2015 | 5° lugar       | Acesso             | Ressurge das cinzas! Da era do fogo, um eldorado de vitória! | Galileu Santos                                                   |                     |

## Títulos
- Carnaval de Nova Iguaçu: 1983, 1984, 1986, 1987 e 1988;
- Carnaval de Paracambi: 1986;
- Grupo Rio de Janeiro 4: 2008;

## Premiações
Prêmios recebidos pelo GRES Imperial de Nova Iguaçu.
| Ano  | Prêmio              | Categoria / premiados                     | Divisão | Ref.   |
| ---- | ------------------- | ----------------------------------------- | ------- | ------ |
| 2008 | Troféu Jorge Lafond | Melhor escola                             | Grupo E | [ 28 ] |
| 2008 | Troféu Jorge Lafond | Intérprete (Paulinho Pontes)              | Grupo E | [ 28 ] |
| 2008 | Troféu Jorge Lafond | Comissão de frente (Coreógrafo: Maurício) | Grupo E | [ 28 ] |
| 2008 | Troféu Jorge Lafond | Ala mirim                                 | Grupo E | [ 28 ] |
| 2008 | Troféu Jorge Lafond | Harmonia (Diretor: Gilberto)              | Grupo E | [ 28 ] |